# Colorado Flames
I Colorado Flames sono stati una squadra di hockey su ghiaccio della con sede nella città di Denver, nello Stato del Colorado. Nacquero nel 1982 e disputarono la Central Hockey League fino allo scioglimento della lega giunto nel 1984. Nel corso delle stagioni furono affiliati ai Calgary Flames.

## Storia
Due anni dopo essersi trasferita da Atlanta, la franchigia NHL dei Calgary Flames decise di creare una formazione affiliata da far militare nella Central Hockey League e scelse come sede la città di Denver, che proprio nel 1982 aveva visto l'addio della squadra dei Colorado Rockies.
I Flames giocarono le ultime due stagioni nella storia della CHL prima dello scioglimento avvenuto al termine della stagione 1983-84, fermandosi entrambe le volte alle semifinali dei playoff dell'Adams Cup.  L'hockey professionistico sarebbe tornato a Denver tra anni più tardi con i Denver Rangers, farm team dei New York Rangers dell'International Hockey League.

### Affiliazioni
Nel corso della loro storia i Colorado Flames sono stati affiliati alle seguenti franchigie della National Hockey League:
- Calgary Flames: (1982-1984)

## Record stagione per stagione
| Colorado Flames |     |    |    |    |   |    |     |     |    |                                     |
| 1982-83         | CHL | 80 | 41 | 36 | 3 | 85 | 322 | 322 | 2° | perde semifinali (Birmingham) 2-4   |
| 1983-84         | CHL | 76 | 48 | 25 | 3 | 99 | 343 | 287 | 1° | perde semifinali (Indianapolis) 2-4 |

## Record della franchigia

### Singola stagione
Gol: 37  Pierre Rioux e  Dan Bolduc (1983-84)
Assist: 69  Bruce Eakin (1983-84)
Punti: 102  Bruce Eakin (1983-84)
Minuti di penalità: 292  Randy Turnbull (1982-1983)

### Carriera
Gol: 64  Dan Bolduc
Assist: 115  Bruce Eakin
Punti: 172  Bruce Eakin
Minuti di penalità: 292  Randy Turnbull
Partite giocate: 140  Bruce Eakin